# Oliveira Viana

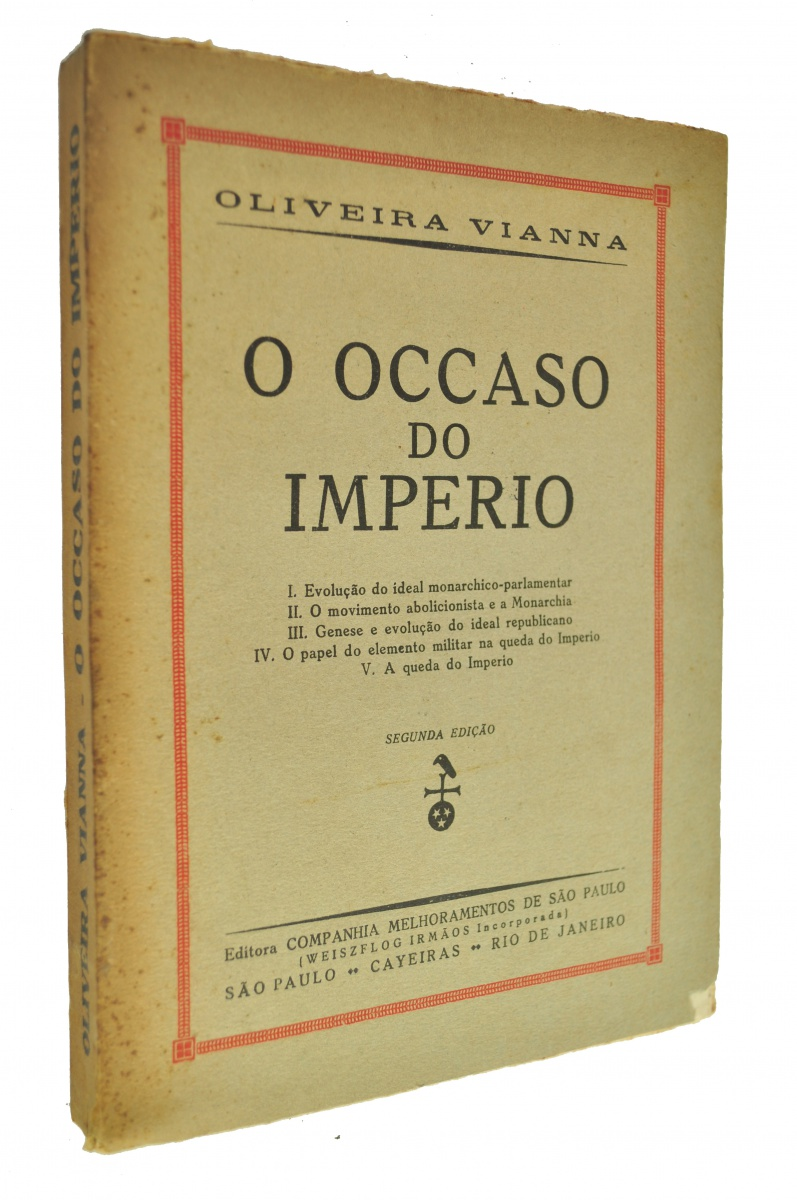
Edição rara de "O occaso do Imperio" de Oliveira Vianna, pela editora Melhoramentos de São Paulo, 1925.

Francisco José de Oliveira Viana (Saquarema, 20 de junho de 1883 — Niterói, 28 de março de 1951) foi um professor, jurista, historiador e sociólogo brasileiro. Foi o primeiro sociólogo sistemático do Brasil, sendo responsável por boa parte da sistematização das Ciências Sociais brasileiras. Foi chamado por Assis Chateaubriand de "obra-prima de nossa cultura sociológica".
Em sua época, Oliveira Viana ganhou prestígio em todos os círculos intelectuais urbanos. Sobre ele, Chateaubriand acrescentaria: "Ninguém estudou a sociedade brasileira com mais profundeza, com ferramenta mais adequada, com investigações mais objetivas e precisas do nosso meio, do nosso homem e da nossa história". Referindo-se a Populações Meridionais do Brasil, Antônio Carneiro Leão chamou-lhe de "a chave que ninguém poderá prescindir para o estudo, ou a interpretação, de todo problema, de todo acontecimento nacional".

## Biografia
Filho de coronel Francisco José de Oliveira Viana e Balbina Rosa de Azevedo.
Em 1900, concluiu seus estudos no Colégio Pedro II, no Rio de Janeiro. Cinco anos depois, em 1905 se formou em direito pela Faculdade Nacional de Direito. Em 1916 se tornou professor da Faculdade de Direito do Estado do Rio de Janeiro. Como jurista se especializou no direito do trabalho. 
Em 1924 se tornou membro do Instituto Histórico e Geográfico Brasileiro. Em 1937 foi eleito membro da Academia Brasileira de Letras. Foi convidado por Getúlio Vargas para o Supremo Tribunal Federal, mas rejeitou.

### Legislação trabalhista e social
A partir de 1932 trabalhou com Lindolfo Collor, Ministro do Trabalho, para elaborar a legislação trabalhista. Teve um papel muito importante na ordenação dos direitos trabalhistas brasileiros. Trabalhou com o governo até 1940 quando foi nomeado ministro do Tribunal de Contas da União, cargo que ocupou até morrer em 1951.

## Pensamento

### Anti-liberalismo
Oliveira Viana acreditava que o liberalismo encontrado no pensamento europeu e anglo-saxão não tinha cabimento no Brasil. Havia uma incompatibilidade entre o Brasil real e o Brasil legal construído na primeira República. Oliveira Viana achava as causas dessa incompatibilidade na ausência de solidariedade social do povo brasileiro. Escreveu no livro Populações meridionais do Brasil:
Em síntese, o povo brasileiro só organiza aquela espécie de solidariedade que lhe era estritamente necessária e útil - a solidariedade do clã rural em torno do grande senhor de terras. Todas essas outras formas de solidariedade social e política - os "partidos", as "seitas", as "corporações", os "sindicatos", as "associações", por um lado; por outro, a "comuna", a "província", a "Nação" - são, entre nós, ou meras entidades artificiais e exógenas, ou simples aspirações doutrinárias, sem realidade efetiva na psicologia subconsciente do povo.

### Elitismo e corporativismo
Oliveira Viana arguiu que o Brasil precisaria de uma construção política adequada às suas circunstâncias específicas. Encontrou no elitismo e corporativismo a solução que lhe parecia ideal. Suas ideias influenciaram as leis trabalhistas promulgadas por Vargas e também a estrutura do Estado Novo (1937-1945).

### Questão racial
Em seus primeiros livros, como Populações meridionais do Brasil e Evolução do Povo Brasileiro, Oliveira Viana foi influenciado pela ideia que a evolução da sociedade seguia regras similares à evolução de organismos biológicos. Acreditava na influência do clima, geografia e "raça" na formação de um povo. Apesar disso, Viana entendia a sociologia de forma pluricausal, dando grande importância à cultura e à independência da personalidade humana.
Segundo alguns autores, como Luis Guilherme Bacelar Chaves, Oliveira Viana acreditava na hierarquia de raças, no darwinismo social, uma ideia propagada por pensadores que o influenciaram como Gustave Le Bon. Assim, teria sido um dos ideólogos da eugenia racial no Brasil. Apesar disso, o secretário e amigo de Oliveira Viana, Vasconcelos Torres, discordava que Viana tivesse "tendências arianizantes", afirmando que fosse "avesso ao sectarismo sob qualquer cor". Segundo Marcos Almir Madeira, as poucas passagens interpretadas como "arianistas" na obra de Oliveira Viana não seriam afirmações, nem opiniões.
Combateu a vinda de imigrantes japoneses para o Brasil e, ao integrar o Estado Novo, participou ativamente para que fossem negados vistos a judeus que fugiam do Holocausto. Ficou conhecido pela autoria de frases como “os 200 milhões de hindus não valem o pequeno punhado de ingleses que os dominam” e “o japonês é como enxofre: insolúvel”. No entanto, Oliveira Viana não acreditava na inferioridade dos japoneses, que, segundo ele, "fica patente não existir", em muitos aspectos sendo "mesmo superiores" aos brancos. Para Viana, o problema da imigração japonesa era "sua incapacidade de se deixar absorver pela massa nacional", isto é, ser assimilado.
Segundo alguns analistas, como Maria Regina Soares de Lima e Eli Diniz Cerqueira, o fator étnico vai se tornando, progressivamente, cada vez menos importante nos livros de Oliveira Viana, entre 1920 e 1951. Em 1933, no prefácio à 2ª edição de seu livro Evolução do Povo Brasileiro, Oliveira Vianna escreveu:
| “ | Devo confessar, entretanto, que um estudo mais profundo dos problemas da raça, em que entrei, e o crescente contato, em que entrei, com as grandes fontes da elaboração científica neste domínio renovaram profundamente minhas ideias sobre este e outros problemas da etnologia e da antropossociologia. [...] Sob este novo ângulo de visão, a questão da raça germânica, do dólico-louro e da sua superioridade etc., reduziu-se muito da sua importância e acabou saindo do horizonte das minhas preocupações. | ” |

## Colégio Estadual Oliveira Viana
O Colégio em homenagem ao Oliveira Viana foi fundado em 08 de agosto de 1952 e está localizado na Rua Professor Souza, no distrito de Bacaxá, na cidade de Saquarema, no estado do Rio de Janeiro.

## Obras
- Populações meridionais do Brasil, vol. 1: Populações rurais do Centro-Sul (1920; 2ª ed. 1922; 3ª ed. 1933; 4ª ed. 1938; 5ª ed. 1952)
- Pequenos estudos de psicologia social (1921; 2ª ed. 1923; 3ª ed. 1942)
- O idealismo na evolução política do Império e da República (1922)
- Evolução do povo brasileiro (1923; 2ª ed. 1933; 3ª ed. 1938)
- O ocaso do Império (1925; 2ª ed. 1933; 3ª ed. 1942)
- O idealismo da Constituição (1927; 2ª ed. 1939)
- O crédito sobre o café (1927)
- Problemas de política objetiva (1930; 2ª ed. 1947)
- Raça e assimilação (1932; 2ª ed. 1934; 3ª ed. 1938)
- Formation éthnique du Brésil colonial (Paris, 1932)
- Problemas de direito corporativo (1938)
- Novas diretrizes da política social (1939)
- Problemas de direito sindical (1943)
- Instituições políticas brasileiras (1949)
  - I: Fundamentos sociais do Estado
  - II: Metodologia do Direito Público
- Direito do trabalho e democracia social (1951)

### Obra póstuma
- Problemas de organização e problemas de direção (1952)
- Populações meridionais do Brasil, vol. 2: O campeador rio-grandense (1952)
- Introdução à história social da economia pré-capitalista no Brasil (1958)
- História social da economia capitalista no Brasil (1988)
- Ensaios inéditos (1991)

### Obras inéditas
- Antropossociologia das elites, 2 vols.
- O problema da raça, 2 vols.
- História da formação racial do Brasil, 2 vols.
  - I: Raça e seleções étnicas
  - II: Raça e seleções telúricas

## Academia Brasileira de Letras
Foi eleito em 27 de maio de 1937 para ocupar a cadeira 8 da Academia, que tem por patrono Cláudio Manuel da Costa, como seu segundo ocupante. Foi recebido em 20 de julho de 1940 pelo acadêmico Afonso d’Escragnolle Taunay.